# Rechner-Verbund-System
Beim Rechner-Verbund-System (abgekürzt RVS) handelt es sich um eine Software-Lösung des deutschen Herstellers T-Systems zum Austausch von Dateien in einem dezentral aufgebauten IT-System. Der Datenaustausch erfolgt über das Protokoll OFTP bzw. das Nachfolgeprotokoll OFTP2.
Rechner-Verbund-Systeme werden zum Datenaustausch zwischen IT-Bestandssystemen bzw. Anbindung an Bestandssysteme vorwiegend in Unternehmensnetzen verwendet. Hierzu können RVS-Stationen teil von Cloud-Computing-Anwendungen werden.

## Systemarchitektur
Die Systemarchitektur basiert auf sogenannten RVS-Stationen, die die Daten untereinander austauschen. D. h., ein Quellsystem tauscht Dateien nicht direkt mit einem Zielsystem aus, sondern via RVS-Station:
Eine Datei wird vom Quellsystem in der nächstgelegenen RVS-Station abgelegt. Ist das Zielsystem mit der gleichen RVS-Station verbunden, kann die Datei hier direkt abgeholt werden (vgl. FTP Server). Steht das Zielsystem jedoch an einem anderen Ort, z. B. an einem anderen Unternehmensstandort, in einem anderen Unternehmensnetz oder sogar im Internet, tauschen die RVS-Stationen am Quell- und am Zielort die Dateien untereinander aus. Das Zielsystem holt sich die Datei somit an der ihr nächstgelegenen RVS-Station im Ziel-Netzwerk ab.

### Vorteile
- Es ist eine Entkopplung von Systemen möglich, was aus sicherheitstechnischen oder rechtlichen Gründen nötig sein kann.
- Die Anbindung muss nur zur nächstgelegenen RVS-Station erfolgen, wodurch der Aufwand für Port- oder Netzwerkfreischaltungen deutlich sinkt. Besonders bei Dateiaustausch mit Fremdwerken.
- Dazu können übertragene Daten vollständig durch den RVS-Administrator nachverfolgt und überprüft werden.

### Nachteile
- Es können nur Dateien ausgetauscht werden, keine dynamischen Inhalte.
- Die Datenübertragung ist mit einer systembedingten Latenz verbunden, da Dateien zunächst im Speicher der RVS-Station abgelegt werden müssen, übertragen und am Zielort abgeholt werden müssen.
- Dazu ist der Aufbau nur bedingt skalierbar, was das Abfangen von Lastspitzen erschwert.
- Ein System sucht sich nicht automatisch eine RVS-Station aus, sondern ist einer RVS-Station zugeordnet. Dies führt bei Migrationen oder Systemänderungen zu zusätzlichem Anpassungsaufwand.